# Ангелос Басінас
Ангелос Басінас (грец. Άγγελος Μπασινάς, нар. 3 січня 1976, Халкіда) — колишній грецький футболіст, півзахисник.

## Клубна кар'єра
У дорослому футболі дебютував 1995 року виступами за «Панатінаїкос», в якому провів одинадцять сезонів, взявши участь у 199 матчах чемпіонату. За цей час двічі виборював титул чемпіона Греції.
Взимку 2006 року Басінас перебрався в іспанську «Мальорку». Як у першому, так і в другому сезоні Басінас діяв успішно, однак після закінчення терміну контракту не став продовжувати його і покинув клуб.
2008 року гравець повернувся на батьківщину, де став виступати за АЕК під номером 14. Клуб виступав не дуже успішно, тому скоро Басінас перебрався до Англії, в «Портсмут». При тренері Тоні Адамсі, який запросив Басінаса в клуб, грецький гравець регулярно потрапляв до основного складу, проте, коли тренер помінявся, Басінас сів на лавку. Наступний тренер, Авраам Грант, довіряв Басінас більше ігрового часу, ніж попередник. В результаті, гравець допоміг клуб дійти до фіналу кубка Англії, де «Портсмут» програв «Челсі». Однак, незабаром клуб вилетів з Прем'єр-ліги і Басінасу довелося і шукати новий клуб, яким став французький «Арль-Авіньйон».
Завершив професійну ігрову кар'єру у французькому клубі «Арль-Авіньйон», за який недовго виступав протягом 2010 року.

## Виступи за збірну
18 серпня 1999 року дебютував в офіційних матчах у складі національної збірної Греції в товариській грі проти збірної Сальвадору, яка завершилась перемогою греків з рахунком 3-1.
У складі збірної був учасником чемпіонату Європи 2004 року у Португалії, здобувши того року титул континентального чемпіона, кубка Конфедерацій 2005 року у Німеччині та чемпіонату Європи 2008 року в Австрії та Швейцарії.
Всього протягом кар'єри у національній команді, яка тривала дванадцять років, провів у формі головної команди країни 100 матчів, забивши 7 голів.

## Титули і досягнення
- Чемпіон Греції (2):

«Панатінаїкос»: 1996, 2004
- Володар Кубка Греції (1):

«Панатінаїкос»: 2004
- Чемпіон Європи (1):

Греція: 2004